# Батьківщина-мати кличе!

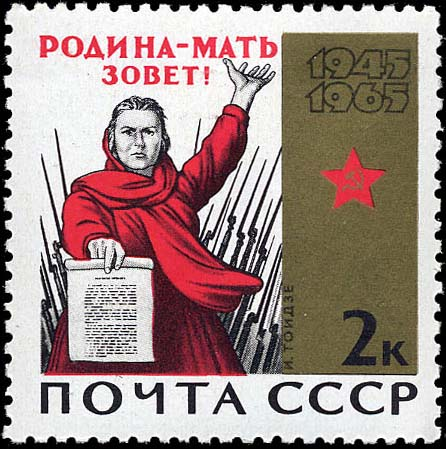
Іраклій Тоїдзе. «Батьківщина-мати кличе!»

«Батьківщина-мати кличе!» (рос. «Родина-мать зовёт!») — знаменитий плакат часів німецько-радянської війни, створений художником Іраклієм Тоїдзе. Час створення плаката є дискусійним, але не пізніше червня 1941 року.

## Дискусія щодо часу створення плаката
Відповідно до розповіді, приписуваної художнику, «ідея створення збірного образу матері, що закликає на допомогу своїх синів, прийшла йому в голову абсолютно випадково. Почувши перше повідомлення Радінформбюро про напад нацистської Німеччини на СРСР, дружина Тоїдзе вбігла до нього в майстерню з криком “Війна!”. Вражений виразом її обличчя, художник наказав дружині завмерти й тут же почав робити начерки майбутнього шедевра».
Окремі дослідники, до яких належить і Віктор Суворов (Резун), зауважують, що плакат був виготовлений ще до 22 червня 1941 — дати нападу Німеччина на СРСР. Інші дослідники стверджують, що плакат був виготовлений вже після нападу Німеччини. Дискусія пов'язана з тим, що якщо плакат був виготовлений до нападу Німеччини на СРСР, то або напад був очікуваним (а це всіляко заперечувала радянська пропаганда, яка стверджувала, що Німеччина була агресором і напала несподівано), або напад планувався з боку СРСР (і це заперечувала радянська пропаганда, стверджуючи, що СРСР був мирною державою).

## Цікаві факти
- У радянському фільмі «Летять журавлі» (1957) є сцена[джерело?], де головна героїня Вероніка (Тетяна Самойлова) вже зранку 22 червня 1941 роздивляється вивішений на стіні плакат «Батьківщина-мати кличе!».
- Стилістично, композиційно та посуттєво плакат схожий із творами інших країн: американський Дядько Сем, що запрошує волонтерів до армії, на плакаті Дж. М. Флегга 1917 року; французька «Свобода, що веде народ» Ежена Делакруа, 1830 рік; інший радянський плакат — «Ти записався добровольцем?» Дмитра Моора, 1920 тощо.